# 알마크
알마크(Almach)는 안드로메다자리에 있는 항성이다. 바이어 명명법으로는 안드로메다자리 감마(γ And / γ Andromedae)라고 읽는다. 사중성계이며, 지구에서 약 350광년 떨어져 있다.

## 명명
공식 이름을 부여 받기 전부터 알마크라는 이름으로 불려 왔으며 변형된 이름도 많다. 1515년에 라틴어로 번역된 알마게스트와, 1521년에 출판된 알폰신 테이블에는 알라막(alamac)이라고 기록되어 있다. 하지만 근본적으로는 아랍어인 العناق الأرض카라칼에서 유래했다. 그리고 2016년에 공식적으로 알마크라는 이름을 부여 받았다.
예전에는 다중성계 내의 별의 이름을 명명할 때, 한편으로는 알파벳을 붙이거나, 또 한편으로는 숫자를 붙이는 등의 중구난방이었다. 알마크도 예외는 아니라, 안드로메다자리 감마1, 감마2, 이렇게 붙였는데, IAU에서 이를 체계화하여 이제는 알파벳으로만 붙이게 되었다.
중국어로는 天大將軍一이라고 부르는데, 의미는 '하늘의 대장군 중 첫째'라는 뜻이다.

## 특징
1778년, 요한 토비어스 마이어는 알마크가 쌍성이라는 것을 발견했다. 작은 망원경으로 보면 단일 별이 아니라는 것을 식별할 수 있다. 주성(A)은 노랗게, 반성(B)은 푸르게 보인다. 두 별은 약 10각초 떨어져 있다. 1842년에는 빌헬름 스트루베도, B별도 쌍성(C별)이라는 것, 그리고 그 두 별은 서로 불과 1각초 이내로 떨어져 있다는 것을 밝혀냈다. 그리고 1957년부터 2년에 걸친 관측으로 B별도 분광 쌍성(Ba, Bb)이라는 것이 밝혀졌다. 결과적으로, 알마크는 맨눈으로 보면 별 하나로 보이지만 실제로는 사중것이다.
B별과 짝별인 C별은 서로의 질량중심을 약 64년에 한 번씩 공전하고, Ba별과 Bb별은 둘 다 B형 주계열성으로 서로의 질량중심을 약 3일에 한 번씩 공전한다.

## 주해
1. ↑  슈테판-볼츠만 법칙을 이용한 계산
2. ↑  자전 속도와 반지름을 이용한 계산